# Volaða land
Volaða land é um filme de drama de 2022 escrito e dirigido por Hlynur Pálmason. Ambientado no final do século XIX, o filme é estrelado por Elliott Crosset Hove como Lucas, um padre luterano da Dinamarca que é enviado à Islândia para supervisionar o estabelecimento de uma nova igreja paroquial, apenas para ter sua fé testada e desafiada pelas duras condições da vida rural, incluindo sua incapacidade, como falante monolíngue da língua dinamarquesa, de se comunicar com seu guia islandês designado, Ragnar (Ingvar Eggert Sigurðsson).
O filme estreou no Festival de Cinema de Cannes de 2022 em 24 de maio de 2022, foi indicado a vários prêmios e ganhou vários prêmios em 2022, incluindo o Gold Hugo de Melhor Longa-Metragem no Festival de Cinema de Chicago.

## Sinopse
No final do século XIX, o padre dinamarquês Lucas é encarregado de viajar para a Islândia (que na época era um remoto território dinamarquês) e construir uma igreja num assentamento da Dinamarca. Ele pega uma câmera para documentar a terra e viaja de barco com vários trabalhadores islandeses e um tradutor, que é o único aliado de Lucas e ligação com o resto do grupo. Ao chegarem, encontram seu guia, Ragnar, que desconfia dos dinamarqueses.

## Elenco
- Elliott Crosset Hove como Lucas
- Ingvar Eggert Sigurðsson como Ragnar
- Jacob Lohmann como Carl
- Vic Carmen Sonne como Anna
- Ída Mekkín Hlynsdóttir[2][3][4] como Ida

## Produção
O filme é um drama, escrito e dirigido por Hlynur Pálmason. Maria von Hausswolff  foi a responsável pela fotografia, pela qual ganhou o Prêmio Bodil em 2023 de melhor diretora de fotografia.
Na abertura do filme, um cartão de título diz "Uma caixa foi encontrada na Islândia com sete fotografias molhadas tiradas por um padre dinamarquês. Estas imagens são as primeiras fotografias da costa sudeste. Este filme é inspirado nestas fotografias." No entanto, essas imagens nunca existiram. Hlynur inventou a história para ajudar a inspirar o processo de filmagem. Como parte das filmagens, foram tiradas diversas fotografias em chapa molhada, uma das quais foi utilizada para o pôster do filme.

## Lançamento
O filme estreou no programa Un Certain Regard do Festival de Cinema de Cannes em 24 de maio de 2022, e teve sua estreia na América do Norte no Festival Internacional de Cinema de Toronto de 2022 em setembro.
Foi distribuído pela Sena na Islândia; Scanbox Entertainment na Dinamarca; Folkets Bio na Suécia; e Jour2Fête na França.
Volaða land foi lançado na Dinamarca em 1 de dezembro de 2022. Foi lançado nos cinemas, bem como no Curzon Home Cinema no Reino Unido em 7 de abril de 2023, e nos cinemas australianos em 17 de agosto de 2023.

## Recepção
No site agregador de resenhas Rotten Tomatoes, 92% das 66 resenhas dos críticos são positivas, com uma avaliação média de 8/10. O consenso do site diz: "Necessariamente sombrio, mas repleto de momentos de humor, o lindamente filmado Volaða land serve como uma meditação suavemente absorvente sobre a mortalidade." O Metacritic, que usa uma média ponderada, atribuiu ao filme uma pontuação de 81 em 100, com base em 21 críticos, indicando "aclamação universal".
Peter Bradshaw, do The Guardian, deu-lhe cinco de cinco estrelas, chamando-o de "um filme extraordinário... de tirar o fôlego em sua escala épica, magnífico em sua compreensão da paisagem, penetrantemente desconfortável em sua intimidade e severidade humanas". Ele escreveu que isso traz à mente filmes como Aguirre, der Zorn Gottes, de Werner Herzog, The Mission, de Roland Joffé, entre outros. Paul Byrnes, do The Sydney Morning Herald, chamou-o de "arrepiante, deslumbrante, comovente... e um dos melhores filmes do ano".